# Death on the Job
Death on the Job ist ein US-amerikanischer Dokumentarfilm von Bill Guttentag und Vince DiPersio aus dem Jahr 1991. Der Film, der sich mit der Verletzung von Richtlinien zur Arbeitssicherheit und den tragischen Folgen befasst, wurde 1992 für den Oscar für den besten Dokumentarfilm nominiert.

## Rezeption
David Scheiderer schrieb 1991 zu dieser Dokumentation in der Los Angeles Times, dass die auf HBO ausgestrahlte Gedankenanstöße gebende Sendung darauf bestehe, dass eine der gefährlichsten Sachen, die man in Amerika tun könne, sei, dass man zur Arbeit erscheine. Der Film nutze oft ergreifende Nachrichten und Interviews mit Arbeitern und Hinterbliebenen von Opfern von Arbeitsunfällen und untersuche kürzliche Katastrophen  in der Fischerei-, Bau- und petrochemischen Industrie. Die Sendung werde kommentiert von Joe Mantegna, dessen sonore Stimme den angemessenen Ton liefere.

## Auszeichnungen
- Oscars: Nominierung als bester Dokumentarfilm 1992. Dieser Oscar ging an Im Schatten der Stars.[2]